# Luděk Pachman
Luděk Pachman (en alemán: Ludek Pachmann, 11 de mayo de 1924, Bělá pod Bezdězem, hoy República Checa – 6 de marzo de 2003, Passau, Alemania) fue un Gran Maestro Internacional de ajedrez checoslovaco-alemán, escritor de literatura ajedrecística, y activista político. En 1972, después de ser torturado casi hasta la muerte y encarcelado por el régimen comunista en Checoslovaquia, se le permitió inmigrar a Alemania Occidental. Allí vivió por el resto de su vida, reactivando su carrera ajedrecista con considerable éxito, incluyendo ganar el campeonato de Alemania Occidental en 1978 y jugar el Torneo Interzonal en 1976.

## Biografía

### Trayectoria ajedrecística
Su primera participación en un torneo fue en 1940 en la cercana población de Cista (pob. 900), donde se coronó campeón. Su primera participación en un torneo internacional fue en 1943, en Praga. Donde el campeón Mundial Alekhine dominó el certamen con Keres en el segundo lugar. Pachman finalizó noveno en el torneo sub-19. Alekhine le realizó una notable referencia en un artículo en el Frankfurter Zeitung y desde la quinta ronda en adelante lo invitó cada tarde a analizar partidas y variantes de aperturas. "No te tengo que decir como se sintió un novato de un club de pueblo en ese momento", Escribió Pachman.
Pachman se convirtió en uno de los mejores jugadores del mundo. Ganó 15 torneos internacionales, pero se considera que compartir el segundo lugar en La Habana en 1963 con Tal y Géler, detrás de Korchnoi, fue mayor éxito. Pachman ganó el Campeonato checoslovaco siete veces entre 1946 y 1966. y llegó a ser el campeón de Alemania Occidental en 1978. Jugó en seis Torneos Interzonales entre Saltsjobaden 1948 y Manila 1986 y representó a Checoslovaquia en las Olimpíadas de Ajedrez entre 1952 y 1966.
El más exitoso año de su carrera fue 1959. Después de ganar el campeonato checoslovaco viajó a un tour en Sudamérica ganando torneos en Mar del Plata, Santiago y Lima. En este tour derrotó dos veces al joven gran maestro Bobby Fischer. Pachman tiene un puntaje contra Fischer de +2−2=4.

### Activismo político
Pachman fue políticamente activo durante toda su vida, primero como comunista y después como un acérrimo anticomunista. En diciembre de 1968, ganó un torneo en Atenas. Al regreso a Praga las autoridades lo arrestaron torturándolo durante meses. Intentó suicidarse en la tarde de Navidad de 1969. Los doctores llamaron a su esposa diciéndole que probablemente no sobreviviría la noche. Sobrevivió, y en 1972, finalmente se le permitió emigrar a Alemania Occidental. Rápidamente llegó a ser conocido como un fuerte activista anticomunista. Su elocuencia lo hizo un participante frecuente en reuniones políticas.

### Escritor
Pachman también fue un autor prolífico, publicando ochenta libros en 5 idiomas. En la década de 1950 se convirtió en experto mundial de teoría de apertura con la publicación de su obra de cinco volúmenes: Teoría De Ajedrez Moderno. Pachman consideró su obra: Estrategia Moderna de Ajedrez publicada en 1959 como su mejor libro. Su libro Jaque Mate en Praga revive su experiencia en las manos del régimen comunista.

## Libros editados en español
- Ludek Pachman (1972).  Martinez Roca, ed. Aperturas abiertas. ISBN 84-270-0089-8.
- Ludek Pachman (1972).  Martinez Roca, ed. Aperturas semiabiertas. ISBN 84-270-0101-0.
- Ludek Pachman (1972).  Martinez Roca, ed. Gambito de dama. ISBN 84-270-0102-9.
- Ludek Pachman (1972).  Martinez Roca, ed. Táctica moderna en ajedrez. (Tomo 1). ISBN 84-270-0098-7.
- Ludek Pachman (1972).  Martinez Roca, ed. Táctica moderna en ajedrez. (Tomo 2). ISBN  84-270-0099-5.
- Ludek Pachman (1974).  Martinez Roca, ed. Ajedrez y comunismo. ISBN 84-270-0259-9.
- Ludek Pachman (1977).  Martinez Roca, ed. Aperturas cerradas. ISBN 84-270-0199-1.
- Ludek Pachman (1978).  Martinez Roca, ed. Partidas decisivas. ISBN 84-270-0112-6.
- Ludek Pachman (1979).  Martinez Roca, ed. El match del siglo. ISBN 84-270-0200-9.
- Ludek Pachman (1979).  Martinez Roca, ed. Estrategia moderna en ajedrez. ISBN 84-270-0039-1.
- Ludek Pachman (1981).  Martinez Roca, ed. Práctica de las aperturas. ISBN 84-270-0679-9.
- Ludek Pachman (1981).  Martinez Roca, ed. Práctica del medio juego en el ajedrez. ISBN 84-270-0696-9.
- Ludek Pachman (1981).  Martinez Roca, ed. Práctica de los finales en el ajedrez. ISBN 84-270-0699-3.
- Ludek Pachman (1982).  Martinez Roca, ed. Ajedrez y computadoras. ISBN 84-270-0724-8.
- Ludek Pachman (1989).  Martinez Roca, ed. Teoria Moderna en Ajedrez : I. Aperturas abiertas. ISBN 84-270-1288-8.
- Ludek Pachman (1989).  Martinez Roca, ed. Teoría moderna en ajedrez, 2 : aperturas semiabiertas. ISBN 84-270-1376-0.
- Ludek Pachman (1990).  Martinez Roca, ed. Nueva teoría moderna en ajedrez . T.1 : defensa siciliana. ISBN 84-270-1425-2.
- Ludek Pachman (1995).  Martinez Roca, ed. Teoría moderna en ajedrez : el gambito de dama. ISBN 84-270-2026-0.
- Ludek Pachman (1996).  Martinez Roca, ed. Teoría moderna en ajedrez : el gambito de dama 2. ISBN 84-270-2124-0.